# Monanthotaxis dictyoneura
Monanthotaxis dictyoneura (Diels) Verdc. – gatunek rośliny z rodziny flaszowcowatych (Annonaceae Juss.). Występuje naturalnie w Tanzanii. 

## Morfologia
PokrójZimozielony krzew o pnących pędach.
LiścieMają kształt od podłużnego do eliptycznie lancetowatego. Mierzą 4–12,5 cm długości oraz 1,5–4,5 cm szerokości. Nasada liścia jest rozwarta. Blaszka liściowa jest o spiczastym wierzchołku. Ogonek liściowy jest nagi i dorasta do 3–4 mm długości.
KwiatySą zebrane po 2–5 w wierzchotki, rozwijają się w kątach pędów. Działki kielicha mają trójkątnie zaokrąglony kształt, są owłosione od zewnętrznej strony i dorastają do 2–3 mm długości. Płatki mają owalny kształt i zielonożółtawą barwę, są owłosione, osiągają do 5–8 mm długości. Kwiaty mają 9–12 pręcików i 9–12 owłosionych owocolistków o długości 2–5 mm.
OwocePojedyncze mają kształt od prawie kulistego do elipsoidalnego, zebrane w owoc zbiorowy. Są osadzone na szypułkach. Osiągają 5–8 mm długości.

## Biologia i ekologia
Rośnie w wiecznie zielonych lasach. Występuje na wysokości od 1000 do 1200 m n.p.m.